# Häckelsjön
Häckelsjön är en sjö i Härjedalens kommun i Härjedalen och ingår i Ljusnans huvudavrinningsområde. Sjön har en area på 0,145 kvadratkilometer och ligger 636,2 meter över havet.

## Delavrinningsområde
Häckelsjön ingår i det delavrinningsområde (694590-133263) som SMHI kallar för Namn saknas. Medelhöjden är 729 meter över havet och ytan är 24,59 kvadratkilometer. Räknas de 57 avrinningsområdena uppströms in blir den ackumulerade arean 295,19 kvadratkilometer. Avrinningsområdets utflöde Ljusnan mynnar i havet. Avrinningsområdet består mestadels av skog (82 procent). Avrinningsområdet har 0,15 kvadratkilometer vattenytor vilket ger det en sjöprocent på 0,6 procent.